# Zbruci, Camenița
Zbruci (în ucraineană Збруч) este un sat în comuna Lastivți din raionul Camenița, regiunea Hmelnîțkîi, Ucraina.

## Demografie
Componența lingvistică a localității Zbruci
     Ucraineană (97,87%)
     Rusă (1,86%)
Conform recensământului din 2001, majoritatea populației localității Zbruci era vorbitoare de ucraineană (97,87%), existând în minoritate și vorbitori de rusă (1,86%).